# Križ, Trebnje
Križ este o localitate din comuna Trebnje, Slovenia, cu o populație de 15 locuitori.